# 西田哲也
西田 哲也（にしだ てつや、1967年 - ）は、日本の歯科医師・歯学者。日本大学歯学部診療准教授。日本歯周病学会専門医/指導医。日本口腔インプラント学会専門医。歯周治療学やデンタルインプラントに関する研究で知られる。

## 経歴
1992年日本大学歯学部、1996年同大学院修了。日本大学　歯学博士　学位論文は「酸化水の口腔内金属修復物におよぼす影響ーinvitroにおける酸化水の環元挙動ー」。1997年より2年間、米国インディアナ大学歯学部 
Postdoctoral Student Course（歯周病学）在籍。 2009年より日本大学診療准教授。

## 著作
- 『術者と介補者のためのスーチャリングテクニック』監修 伊藤公一、構成 西田哲也、クインテッセンス出版〈歯周外科手術マスターシリーズVol.02〉、2012年7月10日。ISBN 978-4-7812-0265-5。 NCID BB10406669。
- 西田哲也 他 著、鴨井久一、芝燁彦 編『能水ではじめるヒトと環境に優しい歯科臨床』砂書房、2012年9月。ISBN 978-4-901894-97-5。
- 西田哲也 編『歯科臨床ファーストレシピ 1 コア・コンセプト＆介補テクニック編』学建書院、2016年5月10日。ISBN 978-4-7624-0698-0。
- 西田哲也 編『歯科臨床ファーストレシピ 2　保存治療編』学建書院、2016年7月10日。ISBN 978-4-7624-0699-7。
- 西田哲也 編 『歯科臨床ファーストレシピ 3 補綴治療編』学建書院、2016年9月1日。ISBN 978-4-7624-0700-0。

## 所属団体
- 日本歯科医学会
  - 日本歯科保存学会
  - 日本歯周病学会 [2]、日本歯周病学会認定歯周病専門医[4]
  - 日本歯科医学教育学会
  - 日本口腔インプラント学会 、日本口腔インプラント学会認定専門医[5]
- 日本口腔機能水学会 常任理事
- 国際歯科研究学会[6][1]
  - 国際歯科研究学会日本部会[1][6]
- American Academy of Periodontolog[6][1]
- European Association for Osseointegration[6][1]